# Адольф Дікман
Адольф Отто Дікманн (нім. Adolf Otto Diekmann; 18 грудня 1914, Магдебург, Німецька імперія — 29 червня 1944, Кан, Франція) — командир частин військ СС, штурмбанфюрер СС. Військовий злочинець, який наказав знищити мешканців французького села Орадур-сюр-Глан 10 червня 1944 року.
У післявоєнних судових процесах у справі знищення Орадура часто помилково вказаний як Отто Дікман через плутанину з іменем іншого учасника злочину — гауптштурмфюрера СС Отто Кана.

## Біографія
До Другої світової війни був інструктором юнкерського училища СС.
Влітку 1944 року командував 1-м батальйоном 4-го панцергренадерського полку СС «Дер Фюрер» 2-ї танкової дивізії СС «Дас Райх». 10 червня за наказом Дікмана бійці його батальйону знищили село Орадур-сюр-Глан разом із більшістю мешканців — всього 642 загиблих, у тому числі 207 дітей. Це був акт відплати за страту французькими партизанами штурмбанфюрера СС Гельмута Кемпфе. Коли командир полку, Сильвестр Штадлер, дізнався про трагедію, то наказав віддати відповідальних за це офіцерів під трибунал, однак справу Дікмана закрили, оскільки згодом він загинув у бою з військами союзників.
Похований у Ла-Камб.

## Нагороди
Отримав такі нагороди:
- Залізний хрест 2-го і 1-го класу
- Нагрудний знак «За поранення» в чорному
- Золотий партійний знак НСДАП